# Waldsachsen (Rödental)

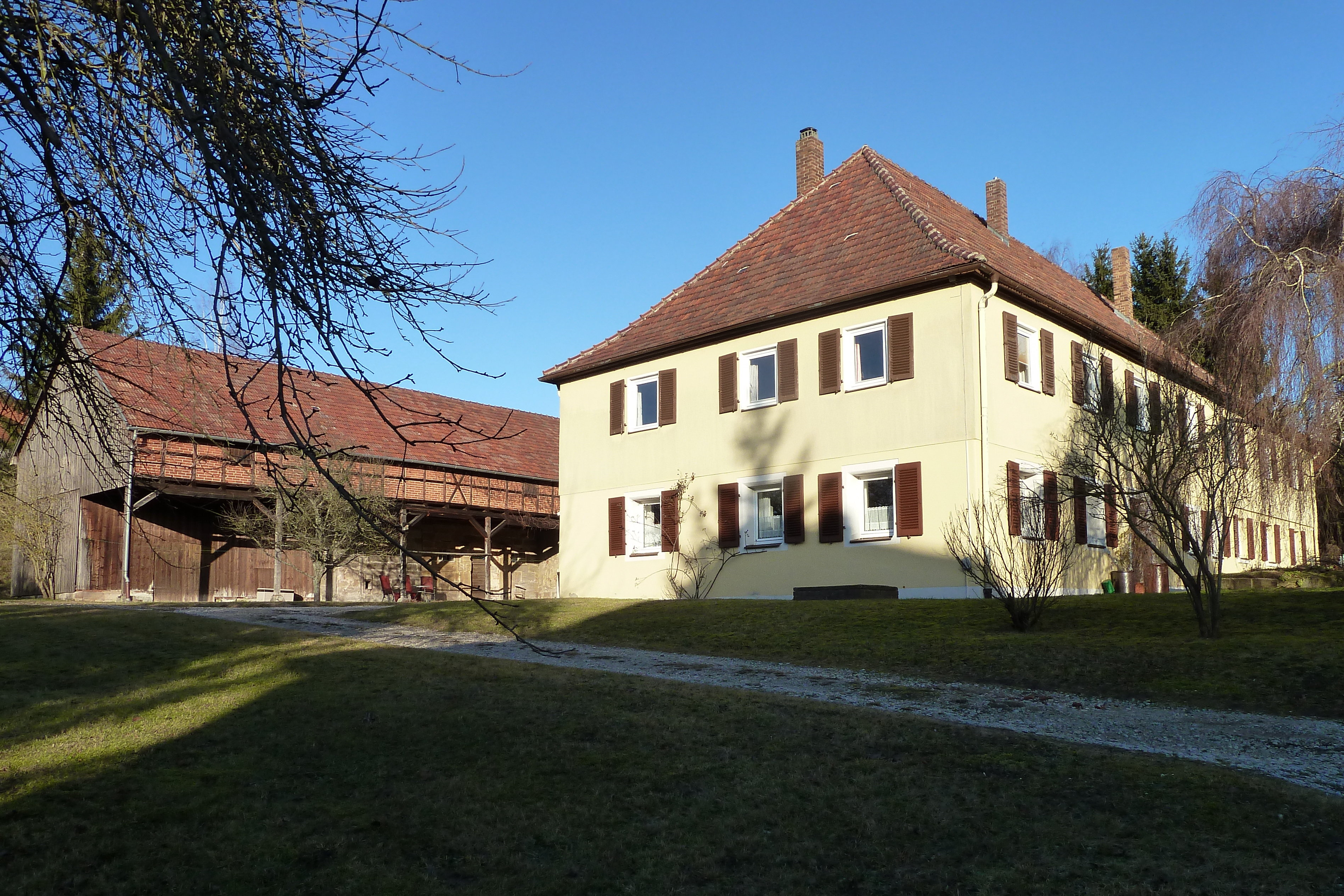
Denkmalgeschützte Viereckanlage aus dem 19. Jahrhundert in der Waldsachsener Straße

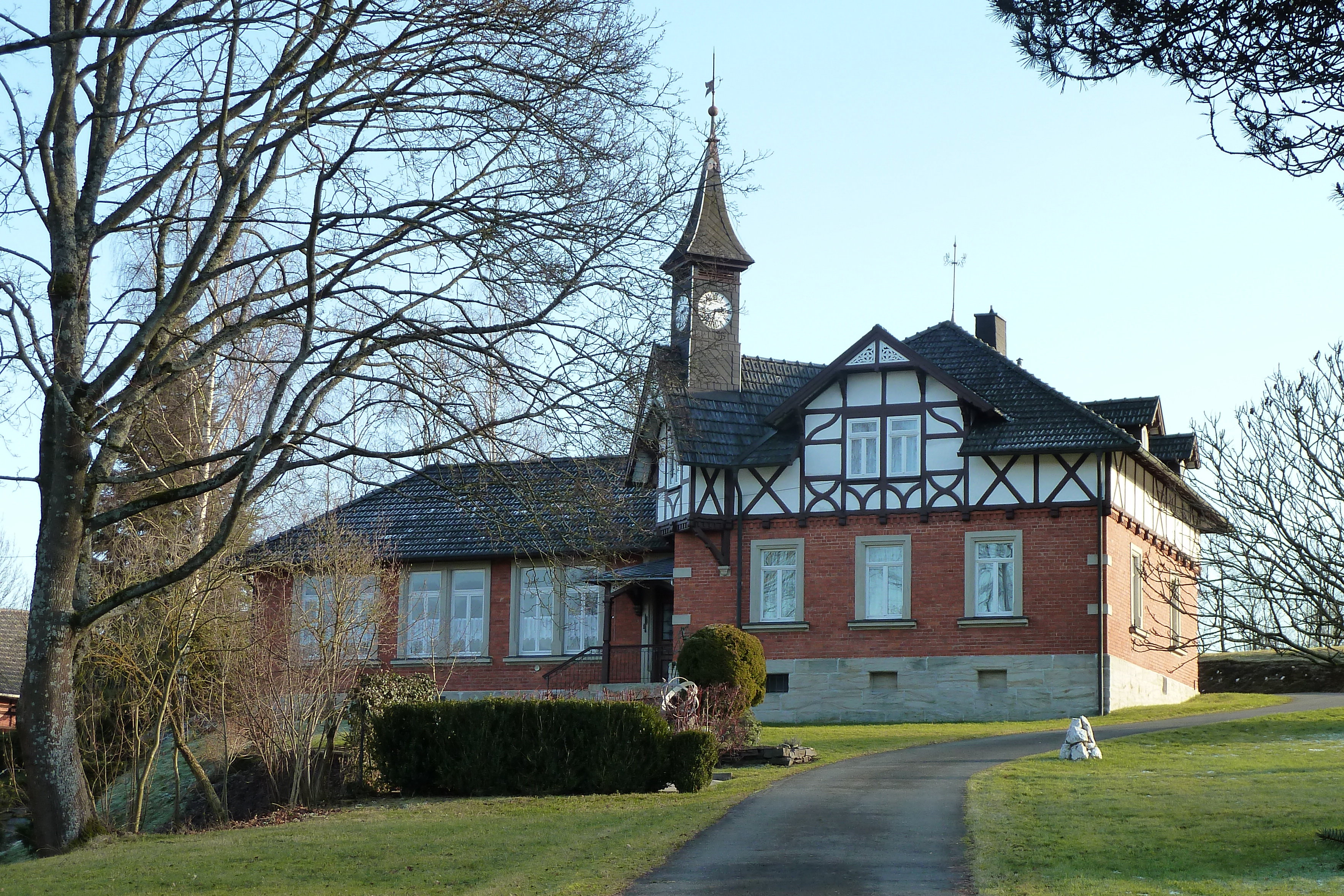
Ehemaliges Schulhaus

Waldsachsen ist ein Stadtteil der oberfränkischen Stadt Rödental im Landkreis Coburg, an die es sich am 1. Juli 1971 anschloss.

## Geografie
Waldsachsen liegt südlich des Itztales, etwa 20 m höher als dieses. Den Ort durchfließt der Krebsbach, ein rechter Itzzufluss. Die Entfernung zum Coburger Stadtzentrum im Südwesten beträgt rund fünf Kilometer.
Westlich der Ortschaft, am Fuß des Bausenberges, verläuft die gebündelte Trasse der Bundesautobahn 73 und der Schnellfahrstrecke Nürnberg–Erfurt.

## Geschichte
Die erste urkundliche Erwähnung der Siedlung „Waltsassyn“, aus der sich das heutige Waldsachsen entwickelte, wird auf das Jahr 1317 datiert. Im Hennebergischen Urbarium ist die Übergabe des Dorfes als Lehnsgut der Henneberger an Karl von Heldritt eingetragen.
Dietrich von Coburg, dessen Familie auch die Burg „Osselein“ (Oeslau) bis 1451 besaß, gelangte im Jahr 1346 durch einen Gütertausch mit dem Hof und Vorwerk zu Neuses in den Besitz des Dorfes. Im 15. Jahrhundert war das Adelsgeschlecht von Waldenfels Herr des Gutes.
Nach dem Tod von Valentin von Selbitz, dem letzten Erbberechtigten seiner Familie, fiel im Jahr 1630 das Lehen an den Landesherrn Herzog Johann Casimir zurück. Der gab das Rittergut seinem Kanzler Ernst Fomann. Ein Bronzewappen der Fomanns von Waldsachsen ist in der Chorwand der Coburger Morizkirche eingelassen. Im Jahr 1800 starb mit Carl Siegmund Friedrich Fomann der letzte männliche Nachkomme seiner Familie. Es folgte wieder ein Heimfall des Lehens an den Herzog von Sachsen-Coburg, der es an den Kammerjunker Ludwig Friedrich Emil von Coburg verkaufte. Aus finanziellen Gründen musste Emil von Coburg das Gut 1822 wieder an den Herzog veräußern, der das Kammergut in den nächsten Jahrzehnten verpachtete.
In der Mitte des Rittergutes stand auf einem Hügel ein Schloss, das vom 19. auf den 20. Februar 1822 niederbrannte. Dabei fanden fünf Menschen den Tod. Bis 1846 war die Brandruine abgetragen. Im Bereich des abgegangenen Schlosses werden noch Grundmauern vermutet.
1882 wurde das Domänengut aufgelöst und an die Bevölkerung verkauft. Seit 1890 war die Schule in Einberg für die Schüler aus Waldsachsen zuständig. Aufgrund einer großen Schülerzahl errichtete die Gemeinde eine Volksschule, die 1891 eingeweiht und bis zum Schuljahr 1967 genutzt wurde. Seitdem gehen die Grundschüler wieder in Einberg zur Schule. Ab 1968 beherbergte das Schulhaus das Bürgermeisteramt.

## Einwohnerentwicklung
| Jahr | Einwohnerzahl |
| ---- | ------------- |
| 1900 | 301           |
| 1933 | 341           |
| 1939 | 344           |

| Jahr | Einwohnerzahl |
| ---- | ------------- |
| 1950 | 449           |
| 1960 | 436           |
| 1970 | 418           |
| 2010 | 863           |

## Dialekt
In Waldsachsen wird Itzgründisch, ein mainfränkischer Dialekt, gesprochen.